# Retrophyllum vitiense
Retrophyllum vitiense — вид хвойных растений рода Retrophyllum семейства подокарповые.

## Распространение и экология
Вид распространён в следующих странах: Фиджи, Индонезия (Молуккские острова, Папуа), Папуа-Новая Гвинея (архипелаг Бисмарка), Соломоновы Острова (Санта-Круз), Вануату. Растёт только в тропических низменных и тропических горных лесах и лесах хребтов. Диапазон высот от вблизи уровня моря до высоты 1800 м.

## Описание
Деревья до 43 м в высоту и 130 см в диаметре, с раскидистой кроной со свисающими ветвями. Кора красновато-коричневая, выветриваясь, становится серой, шелушится. Листья на длинных побегах, чешуевидные, треугольные, не сгибаются, 1—2 мм длиной. Листья на укороченных побегах размещены в два ряда, 15—30 мм длиной (40 мм на молодых растениях), острые, округлые. Пыльцевые шишки 15—20 × 2—2,5 мм. Семенные шишки одиночные на 6—10-миллиметровых стеблях, 10—15 × 8—13 мм, семена покрыты покрытием, которые после созревания становятся тёмно-красными.

## Использование
В некоторых частях ареала это ценная порода древесины, часто вырубается и используется для строительства. На Фиджи деревом торгуют и используют для тяжёлых конструкций наружных работ.

## Угрозы и охрана
Этому виду угрожают вырубки тропических лесов в низменностях в некоторых частях ареала, количественная оценка воздействия вырубки леса на вид Retrophyllum vitiense на основе имеющейся информации невозможна. Вид охраняется на нескольких охранных природных территорий в пределах своего ареала.